# セーニャ
株式会社セーニャ（SENHA）は、ゆずが所属する音楽事務所。「りすがCDをかじるイラスト」をシンボルマークにしている。
トイズファクトリーの稲葉貢一が自分をリーダーに最小の単位でマネージメント兼レーベルというかたちで有限会社セーニャ・アンド・カンパニーとして設立。設立当初よりゆずだけのレーベルとして位置づけられており、稲葉は本レーベルに対してインディーズやメジャーといった意識を持ったことはまったくないと明言している。
2021年7月により株式会社セーニャへ改組された。規格品番における販社コードは、「SN」から始まるカタログ番号である。

## 所属アーティスト
- ゆず （1997年 - ）
  - ゆずおだ （2006年） - ゆずと小田和正のコラボレーション
  - ゆずグレン （2009年） - ゆずとキマグレンのコラボレーション
  - The fevers（2011年） - ゆずとTRICERATOPSのコラボレーション
  - MIZU （2020年 - ） - ゆず公式YouTubeチャンネルで生配信していたアニメーションのデュオ

## かつて所属していたアーティスト
- GO-BANG'S (2015年)
- NICO Touches the Walls (2006年 - 2007年)（Ki/oon Recordsへ移籍）
- NIRGILIS (2003年 - 2004年)（Defstar Recordsへ移籍）
- ocean (2000年 - 2003年)
- Snappers (2000年 - 2003年)
- はせがわかおり (2012年)
- 上間善一郎 (2005年)
- 柳田久美子 (2002年 - 2007年)

## サウンドトラック
| 発売日         | タイトル                                                  | 規格品番   |
| -------------- | --------------------------------------------------------- | ---------- |
| 2007年05月23日 | 「しゃべれども しゃべれども」オリジナル・サウンドトラック | SNCC-89903 |